# Oxelösund–Flen–Västmanlands Järnväg
Oxelösund–Flen–Västmanlands Järnväg (OFWJ) bildades 1873, och sträckan Oxelösund till Eskilstuna invigdes 1875 och hela sträckan mellan Kolbäck och Oxelösund stod klar 1877 samtidigt som sträckan från Valskog till Rekarne. Bolaget uppgick 1897 i Trafik AB Grängesberg–Oxelösund som 1931 namnändrades till  Trafikaktiebolaget Grängesberg–Oxelösunds Järnvägar.
Järnvägslinjen ingår numera i järnvägslinjen Sala–Oxelösund.